# Resasti šilj
Resasti šilj (resošilj; lat. Fimbristylis), rod trajnica iz porodice šiljovki raširen po tropskim i suptropskim krajevgima, uglavnom Indija (oko 100), Malezija (oko 75) i Australija, nekoliko vrste se proteže do Kine i tropske Afrike i neotropi. Abildgaardia s. str. s 9 vrsta vjerojatno je zaseban rod..
Od oko 310 vrsta u  Hrvatskoj su popisane dvije vrste, dvoštitkasti i jednogodišnji resasti šilj

## Vrste
1. Fimbristylis acicularis R.Br.
2. Fimbristylis acuminata Vahl
3. Fimbristylis adenolepis J.Kern
4. Fimbristylis adjuncta S.T.Blake
5. Fimbristylis aestivalis (Retz.) Vahl
6. Fimbristylis agasthyamalaensis Viji & Preetha
7. Fimbristylis aggregata C.E.C.Fisch.
8. Fimbristylis alata E.G.Camus
9. Fimbristylis albicans Nees
10. Fimbristylis alboviridis C.B.Clarke
11. Fimbristylis ambavanensis V.P.Prasad & N.P.Singh
12. Fimbristylis ammobia Latz
13. Fimbristylis amplocarpa Govind.
14. Fimbristylis angamoozhiensis Ravi & Anil Kumar
15. Fimbristylis anisoclada Ohwi
16. Fimbristylis aphylla Steud.
17. Fimbristylis argentea (Rottb.) Vahl
18. Fimbristylis argillicola Kral
19. Fimbristylis arnhemensis Latz
20. Fimbristylis arnottiana Boeckeler
21. Fimbristylis aspera (Schrad.) Boeckeler
22. Fimbristylis assamica C.B.Clarke ex Guha Bakshi
23. Fimbristylis autumnalis (L.) Roem. & Schult.
24. Fimbristylis bahiensis Steud.
25. Fimbristylis barteri Boeckeler
26. Fimbristylis benthamiana Govind.
27. Fimbristylis bispicula Govind.
28. Fimbristylis bisumbellata (Forssk.) Bubani
29. Fimbristylis bivalvis (Lam.) Lye
30. Fimbristylis blakei Latz
31. Fimbristylis blepharolepis J.Kern
32. Fimbristylis boldriniana R.Trevis. & H.N.Ronchi
33. Fimbristylis borbonica Steud.
34. Fimbristylis brevivaginata Kral
35. Fimbristylis brunneoides J.Kern
36. Fimbristylis buchananensis R.Booth & Sharpe
37. Fimbristylis caesia Miq.
38. Fimbristylis caespitosa R.Br.
39. Fimbristylis calcicola J.Kern
40. Fimbristylis caloptera Latz
41. Fimbristylis campestris R.Trevis. & H.N.Ronchi
42. Fimbristylis campylophylla Tuyama
43. Fimbristylis cancellata Cherm.
44. Fimbristylis capilliculmis Ohwi
45. Fimbristylis cardiocarpa F.Muell.
46. Fimbristylis caroliniana (Lam.) Fernald
47. Fimbristylis carolinii Latz
48. Fimbristylis carpopoda Govind.
49. Fimbristylis celebica Ohwi
50. Fimbristylis cephalophora F.Muell.
51. Fimbristylis cephalotes Steud.
52. Fimbristylis chingmaiensis S.M.Huang
53. Fimbristylis cinnamometorum (Vahl) Kunth
54. Fimbristylis circumciliata Govind.
55. Fimbristylis clarkei Anant Kumar, Halder & Venu
56. Fimbristylis clavata S.T.Blake
57. Fimbristylis compacta Turrill
58. Fimbristylis complanata (Retz.) Link
59. Fimbristylis consanguinea Kunth
60. Fimbristylis contorta C.E.C.Fisch.
61. Fimbristylis corynocarya F.Muell.
62. Fimbristylis costiglumis Domin
63. Fimbristylis crosslandii Roalson, R.L.Barrett & Larridon
64. Fimbristylis crystallina Govind.
65. Fimbristylis cuneata Govind. & S.K.Varma
66. Fimbristylis cymosa R.Br.
67. Fimbristylis dauciformis Govind.
68. Fimbristylis debilis Steud.
69. Fimbristylis decipiens Kral
70. Fimbristylis densa S.T.Blake
71. Fimbristylis denudata R.Br.
72. Fimbristylis dichotoma (L.) Vahl
73. Fimbristylis dictyocolea S.T.Blake
74. Fimbristylis diglumoides Govind. & S.K.Varma
75. Fimbristylis dimorphonucifera Govind.
76. Fimbristylis diphylloides Makino
77. Fimbristylis dipsacea (Rottb.) C.B.Clarke
78. Fimbristylis disticha Boeckeler
79. Fimbristylis distincta S.T.Blake
80. Fimbristylis dolera S.T.Blake
81. Fimbristylis doliiformis Govind.
82. Fimbristylis dunlopii Latz
83. Fimbristylis dura (Zoll. & Moritzi) Merr.
84. Fimbristylis eichleriana Govind.
85. Fimbristylis elegans S.T.Blake
86. Fimbristylis eligulata Govind.
87. Fimbristylis engleriana Buscal. & Muschl.
88. Fimbristylis eragrostis (Nees) Hance
89. Fimbristylis eremophila Latz
90. Fimbristylis falcata (Vahl) Kunth
91. Fimbristylis falcifolia Boeckeler
92. Fimbristylis fenestrata Kük.
93. Fimbristylis ferruginea (L.) Vahl
94. Fimbristylis fibrillosa Goetgh.
95. Fimbristylis filifolia Boeckeler
96. Fimbristylis fimbristyloides (F.Muell.) Druce
97. Fimbristylis fordii C.B.Clarke
98. Fimbristylis fuchsiana Govind.
99. Fimbristylis fulvescens (Thwaites) Thwaites
100. Fimbristylis furva R.Br.
101. Fimbristylis fusca (Nees) Benth. ex C.B.Clarke
102. Fimbristylis fuscinux C.B.Clarke
103. Fimbristylis fuscoides C.B.Clarke
104. Fimbristylis gabonica Cherm.
105. Fimbristylis gambleana Boeckeler
106. Fimbristylis gentarea Govind.
107. Fimbristylis gigantea Kük.
108. Fimbristylis glazioviana Boeckeler
109. Fimbristylis gracilenta Hance
110. Fimbristylis griffithii Boeckeler
111. Fimbristylis hawaiiensis Hillebr.
112. Fimbristylis helicophylla Rye, R.L.Barrett & M.D.Barrett
113. Fimbristylis henryi C.B.Clarke
114. Fimbristylis hirsutifolia Govind.
115. Fimbristylis hookeriana Boeckeler
116. Fimbristylis humerosa Govind.
117. Fimbristylis hyalina Govind. & Sasidh.
118. Fimbristylis inaguensis Britton
119. Fimbristylis insignis Thwaites
120. Fimbristylis intonsa S.T.Blake
121. Fimbristylis jindoensis Jong H.Kim & M.Kim
122. Fimbristylis jucunda (C.B.Clarke) J.Kern
123. Fimbristylis juncea (G.Forst.) R.Br. ex Roem. & Schult.
124. Fimbristylis juncocephala Boeckeler
125. Fimbristylis kadzusana Ohwi
126. Fimbristylis karthikeyanii Kottaim. & Gnanasek.
127. Fimbristylis kernii T.Koyama
128. Fimbristylis kingii Gamble ex Boeckeler
129. Fimbristylis kwantungensis C.B.Clarke
130. Fimbristylis lanata Roem. & Schult.
131. Fimbristylis lanceolata C.B.Clarke
132. Fimbristylis lasiophylla J.Kern
133. Fimbristylis latiglumifera Govind.
134. Fimbristylis latinucifera Govind.
135. Fimbristylis lawiana (Boeckeler) J.Kern
136. Fimbristylis laxiglumis Latz
137. Fimbristylis leptoclada Benth.
138. Fimbristylis leucocolea Benth.
139. Fimbristylis leucostachya Roem. & Schult.
140. Fimbristylis limosa Poepp. & Kunth
141. Fimbristylis lineatisquama Ohwi
142. Fimbristylis lithophila Govind.
143. Fimbristylis littoralis Gaudich.
144. Fimbristylis longispica Steud.
145. Fimbristylis longistigmata Govind.
146. Fimbristylis longistipitata Tang & F.T.Wang
147. Fimbristylis longquanensis X.F.Jin, Y.F.Lu & C.Z.Zheng
148. Fimbristylis macassarensis Steud.
149. Fimbristylis madagascariensis Boeckeler
150. Fimbristylis malayana Ohwi
151. Fimbristylis mangorensis Cherm.
152. Fimbristylis manilaliana Govind.
153. Fimbristylis maracandica Zakirov
154. Fimbristylis matthewii Murug., V.Balas. & Nagarajan
155. Fimbristylis merguensis C.B.Clarke
156. Fimbristylis merrillii J.Kern
157. Fimbristylis micans S.T.Blake
158. Fimbristylis microcarya F.Muell.
159. Fimbristylis minuticulmis X.F.Jin & C.Z.Zheng
160. Fimbristylis modesta S.T.Blake
161. Fimbristylis monospicula Govind.
162. Fimbristylis monticola Hochst. ex Steud.
163. Fimbristylis mozambicensis Gand.
164. Fimbristylis multicephala Govind.
165. Fimbristylis multinervia Govind.
166. Fimbristylis murthyi Yarrayya & Ratna Kumar
167. Fimbristylis mycosa Govind.
168. Fimbristylis nagpurensis V.P.Prasad & N.P.Singh
169. Fimbristylis naikii Wad.Khan & Lakshmin.
170. Fimbristylis nanningensis Tang & F.T.Wang
171. Fimbristylis narayanii C.E.C.Fisch.
172. Fimbristylis neilsonii F.Muell.
173. Fimbristylis nelmesii J.Kern
174. Fimbristylis neocaledonica C.B.Clarke
175. Fimbristylis nigritana C.B.Clarke
176. Fimbristylis nigrobrunnea Thwaites
177. Fimbristylis nuda Boeckeler
178. Fimbristylis nutans (Retz.) Vahl
179. Fimbristylis oblonga T.Koyama
180. Fimbristylis obtusata (C.B.Clarke) Ridl.
181. Fimbristylis onchnidiocarpa J.Kern
182. Fimbristylis palauensis Ohwi
183. Fimbristylis pallida S.T.Blake
184. Fimbristylis pandeyana Mujaffar, Wad.Khan & A.P.Tiwari
185. Fimbristylis pandurata Govind.
186. Fimbristylis parvilenta T.Koyama
187. Fimbristylis pauciflora R.Br.
188. Fimbristylis paupercula Boeckeler
189. Fimbristylis pentastachya Boeckeler
190. Fimbristylis perlaxa Ohwi
191. Fimbristylis perpusilla R.M.Harper ex Small & Britton
192. Fimbristylis perspicua Govind. & Sasidh.
193. Fimbristylis phaeolepis J.Kern
194. Fimbristylis phaeoleuca S.T.Blake
195. Fimbristylis pierotii Miq.
196. Fimbristylis pilifera W.Fitzg.
197. Fimbristylis pilosa Vahl
198. Fimbristylis pokkudaniana Sunil, Ratheesh & Sivad.
199. Fimbristylis poklei Wad.Khan, Bhuskute & Kahalkar
200. Fimbristylis polytrichoides (Retz.) Vahl
201. Fimbristylis prabatensis D.A.Simpson
202. Fimbristylis psammocola Tang & F.T.Wang
203. Fimbristylis psammophila J.Kern
204. Fimbristylis pseudomicrocarya Govind.
205. Fimbristylis pseudonarayanii Ravi & Anil Kumar
206. Fimbristylis pterigosperma R.Br.
207. Fimbristylis puberula (Michx.) Vahl
208. Fimbristylis pubisquama J.Kern
209. Fimbristylis punctata R.Br.
210. Fimbristylis pustulosa Govind.
211. Fimbristylis quadriflora (Boeckeler) Beetle
212. Fimbristylis quinquangularis (Vahl) Kunth
213. Fimbristylis rara R.Br.
214. Fimbristylis ratnagirica V.P.Prasad & N.P.Singh
215. Fimbristylis raymondii T.Koyama
216. Fimbristylis recta F.M.Bailey
217. Fimbristylis rectifolia Govind.
218. Fimbristylis rhizomatosa Pires de Lima
219. Fimbristylis rhyticarya F.Muell.
220. Fimbristylis rigidiuscula Govind.
221. Fimbristylis rigidula Nees
222. Fimbristylis rugosa Govind.
223. Fimbristylis rupestris Latz
224. Fimbristylis sachetiana Fosberg
225. Fimbristylis salbundia (Nees) Kunth
226. Fimbristylis sanjappae W.Khan & Solanke
227. Fimbristylis savannicola J.Kern
228. Fimbristylis scaberrima Nees
229. Fimbristylis scabrida Schumach.
230. Fimbristylis scabrisquama Govind.
231. Fimbristylis schoenoides (Retz.) Vahl
232. Fimbristylis schultzii Boeckeler
233. Fimbristylis schweinfurthiana Boeckeler
234. Fimbristylis semarangensis Ohwi
235. Fimbristylis semidisticha Govind.
236. Fimbristylis sericea (Poir.) R.Br.
237. Fimbristylis shimadana Ohwi
238. Fimbristylis sieboldii Miq. ex Franch. & Sav.
239. Fimbristylis signata S.T.Blake
240. Fimbristylis simaoensis Y.Y.Qian
241. Fimbristylis simplex S.T.Blake
242. Fimbristylis simpsonii V.P.Prasad & N.P.Singh
243. Fimbristylis simulans Latz
244. Fimbristylis singularis Govind.
245. Fimbristylis sleumeri J.Kern
246. Fimbristylis smitinandii T.Koyama
247. Fimbristylis solidifolia F.Muell.
248. Fimbristylis spadicea (L.) Vahl
249. Fimbristylis sphaerocephala Benth.
250. Fimbristylis spicigera J.Kern
251. Fimbristylis spiralis R.Br.
252. Fimbristylis splendida C.B.Clarke
253. Fimbristylis squarrosa Vahl
254. Fimbristylis stauntonii Debeaux & Franch.
255. Fimbristylis stenostachya S.T.Blake
256. Fimbristylis stigmatotecta Govind.
257. Fimbristylis stipitata R.Trevis. & H.N.Ronchi
258. Fimbristylis stolonifera C.B.Clarke
259. Fimbristylis straminea Turrill
260. Fimbristylis strigosa Govind.
261. Fimbristylis striolata Napper
262. Fimbristylis subalata J.Kern
263. Fimbristylis subaphylla Boeckeler
264. Fimbristylis subaristata Benth.
265. Fimbristylis subdura Ohwi
266. Fimbristylis subinclinata T.Koyama
267. Fimbristylis subtrabeculata C.B.Clarke
268. Fimbristylis subtricephala T.Koyama
269. Fimbristylis sumbaensis Ohwi
270. Fimbristylis sunilii Sanilkum. & Nithya
271. Fimbristylis swamyi Govind.
272. Fimbristylis tamaensis Steyerm.
273. Fimbristylis tenera Schult.
274. Fimbristylis tentsuki (T.Koyama) Horiuchi
275. Fimbristylis tenuicula Boeckeler
276. Fimbristylis tenuinervia J.Kern
277. Fimbristylis tetragona R.Br.
278. Fimbristylis thermalis S.Watson
279. Fimbristylis thomsonii Boeckeler
280. Fimbristylis tortifolia Govind.
281. Fimbristylis trachycarya F.Muell.
282. Fimbristylis trichocaulis C.B.Clarke
283. Fimbristylis trichoides J.Kern
284. Fimbristylis trichophylla Ridl.
285. Fimbristylis trigastrocarya F.Muell.
286. Fimbristylis triloba R.Booth & Sharpe
287. Fimbristylis tristachya R.Br.
288. Fimbristylis tuckeri Viji, Pandur. & Deepu
289. Fimbristylis tumida Govind.
290. Fimbristylis tunquinensis Boeckeler
291. Fimbristylis turkestanica (Regel) B.Fedtsch.
292. Fimbristylis uliginosa Hochst. ex Steud.
293. Fimbristylis ultragluma Govind.
294. Fimbristylis umbellaris (Lam.) Vahl
295. Fimbristylis unispicularis Govind. & Hemadri
296. Fimbristylis urakasiana Kük.
297. Fimbristylis vagans S.T.Blake
298. Fimbristylis vaginata (R.Br.) Domin
299. Fimbristylis vahlii (Lam.) Link
300. Fimbristylis vanoverberghii Kük.
301. Fimbristylis velata R.Br.
302. Fimbristylis velliangiriensis Murug., V.Balas. & Nagarajan
303. Fimbristylis virella Govind.
304. Fimbristylis warmingii (Boeckeler) Malme
305. Fimbristylis wetarensis Ohwi
306. Fimbristylis willdenowiana Govind.
307. Fimbristylis woodrowii C.B.Clarke
308. Fimbristylis xyridis R.Br.
309. Fimbristylis zatei Wad.Khan & D.P.Chavan
310. Fimbristylis zeylanica T.Koyama
311. Fimbristylis × adventitia Ces.
312. Fimbristylis × itaru-itoana T.Koyama

## Vanjske poveznice
|  | Zajednički poslužitelj ima još gradiva o temi Fimbristylis |
|  | Wikivrste imaju podatke o taksonu Fimbristylis             |